# بخش الکامنسا
بخش الکامنسا (به اسپانیایی: Alcamenca District) یک سکونتگاه مسکونی در پرو است که در منطقه آیاکوچو واقع شده‌است.

## خصوصیات
بخش الکامنسا ۱۲۵٫۱۱ کیلومترمربع مساحت و ۱٬۹۷۴ نفر جمعیت دارد و ۳٬۲۰۰ متر بالاتر از سطح دریا واقع شده‌است.